# Jan Chrystian Kamsetzer
Jan Chrystian Kamsetzer (Dresda, 14 gennaio 1753 – Varsavia, 25 novembre 1795) è stato un architetto e pittore tedesco naturalizzato polacco; il suo nome tedesco era Johann Christian Kam(m)setzer.
Fu uno dei principali rappresentanti del Neoclassicismo in Polonia.

## Biografia

### Formazione
Johann Christian Kamsetzer nacque a Dresda il 14 gennaio 1753; era figlio del fornaio Johann Christian. Proveniva da una famiglia di fede evangelica. Studiò all'Accademia di Belle Arti di Dresda con Friedrich August Krubsacius, che seguiva e diffondeva il Neoclassicismo, allora la corrente artistica d'avanguardia. Dal 1773 si traferì a Varsavia e collaborò con lo svizzero Jakub Fontana e poi con l'italiano Domenico Merlini. Presumibilmente per ordine del pittore Marcello Bacciarelli, suo mecenate, Kamsetzer soggiornò alla corte di Stanislao II Augusto Poniatowski, l'ultimo re di Polonia e granduca di Lituania della Confederazione delle Due Nazioni. Durante la permanenza in Polonia il suo nome fu slavizzato in Jan Chrystian. Era amico dell'architetto sassone Szymon Bogumił Zug, anche lui di Dresda.

### Viaggi
Negli anni 1776–1777, come disegnatore, accompagnò la missione polacca a Istanbul, durante la quale raggiunse l'Asia Minore, Atene e le isole greche.
Negli anni 1780–1782, grazie ad una borsa di studio concessa dal re Stanislao II Augusto Poniatowski, fece il suo viaggio in Italia, soggiornando a Venezia, Vicenza, Bologna, Ancona, Roma, Napoli, Pompei, Paestum, Segesta e Malta. In Italia rimase affascinato dagli edifici progettati da Andrea Palladio e Jacopo Barozzi da Vignola nonché dagli edifici antichi, che descrisse, dipinse e studiò dal punto di vista architettonico. Tra i monumenti che rappresentò secondo varie angolazioni, si segnalano: il Colosseo, il Tempio di Vesta di Tivoli, la Tomba degli Orazi ad Albano, il Tempietto del Clitunno, l'Arco di Traiano di Ancona, l'Arco di Augusto di Fano, il Tempio di Segesta, i Templi di Agrigento, il Teatro di Taormina, l'Orecchio di Dionisio di Siracusa. Tra le vedute naturalistiche, si segnalano quelle che rappresentano le cascate dell'Aniene a Tivoli e quelle che raffigurano l'Etna. 

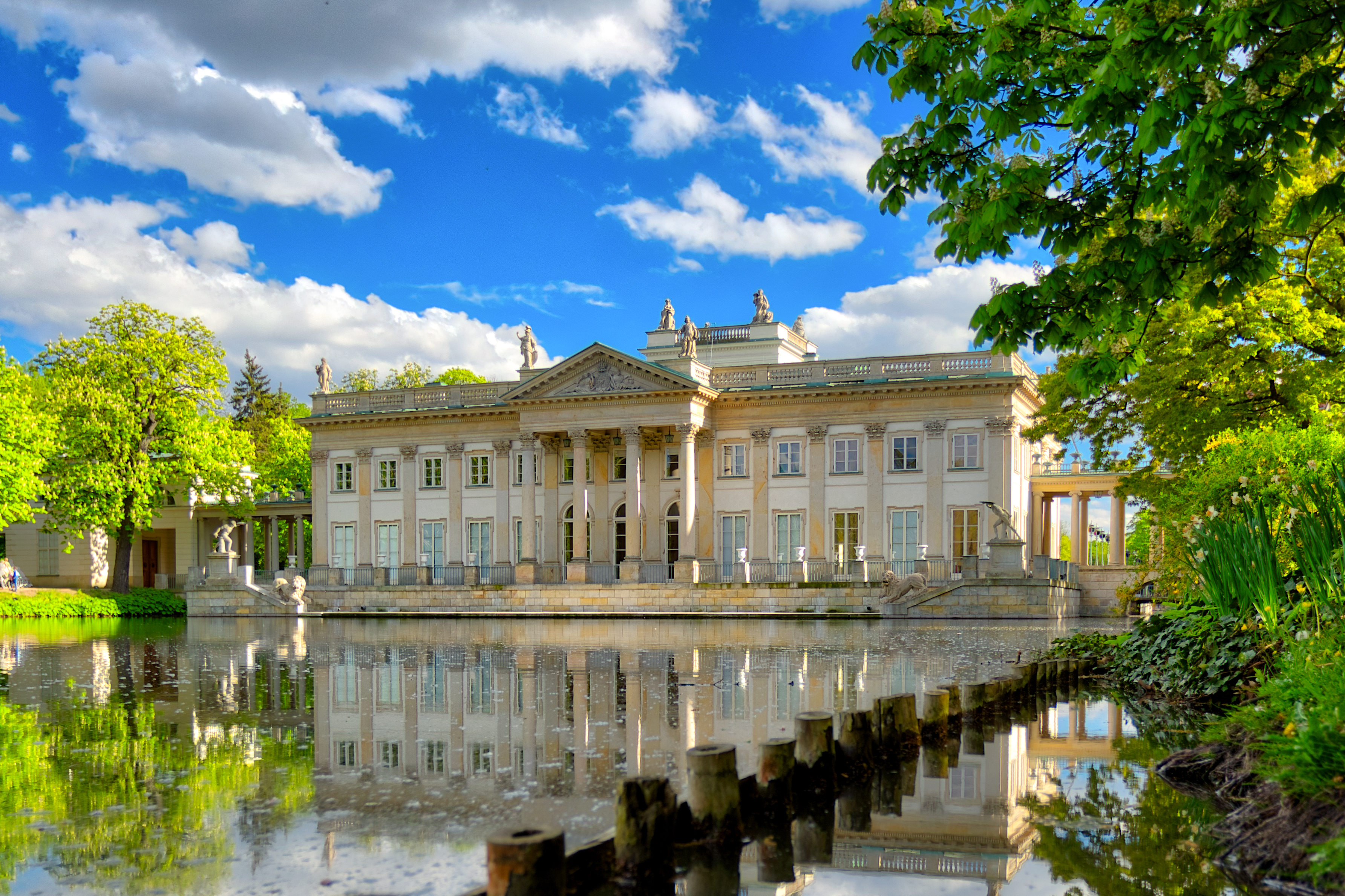
Il Palazzo sull'acqua, nel Parco Łazienki di Varsavia

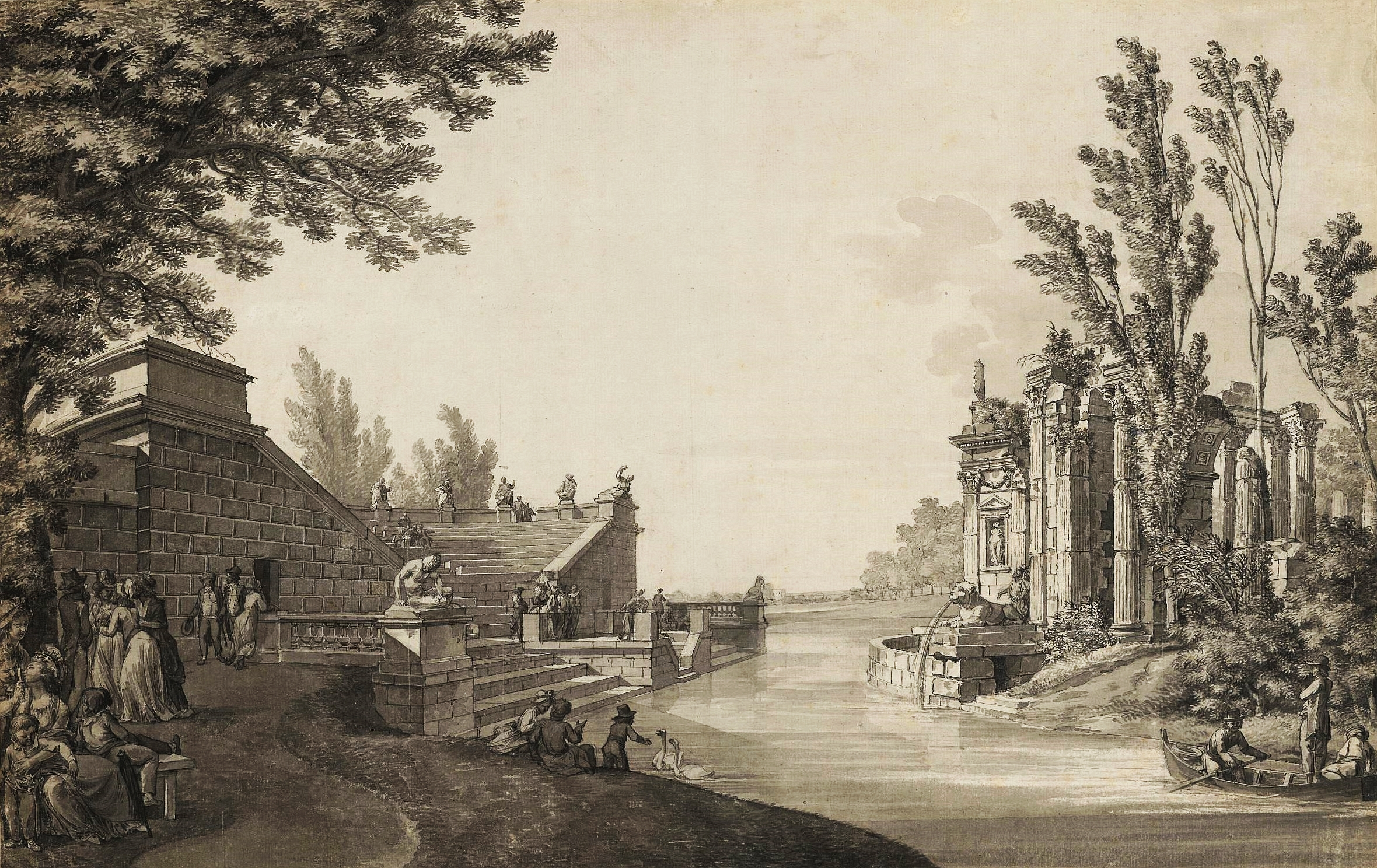
Il Teatro all'aperto, nel Parco Łazienki di Varsavia

Si recò poi in Francia e dal dicembre 1781 trascorse un periodo a Parigi. Ultimo paese visitato durante il suo lungo viaggio fu l'Inghilterra; ritornò a Varsavia attraverso i Paesi Bassi e Dresda.

### Ritorno in Polonia
Dopo il suo ritorno nel 1787, divenne membro nella Commissione reale di architettura. Nel 1779–1785 lavorò con Domenico Merlini nel restauro del Castello Reale di Varsavia, nel 1793–1795 nella ricostruzione del Palazzo sull'acqua, situato all'interno del Parco Łazienki, sempre a Varsavia, e successivamente progettò la modernizzazione del palazzo di Rogalin.
Negli anni 1790-1791, secondo il suo progetto, sulla riva dello stagno meridionale di Łazienkifu costruito il Teatro all'aperto, di forma di un antico teatro; in cui adottò la soluzione originale di utilizzare un canale d'acqua per separare il palco dall'auditorium. Di fronte alla cavea, sull'isola, c'è un palco con decorazioni permanenti sotto forma di antiche rovine. Questa forma di progettazione di un auditorium divenne popolare in Europa con la diffusione delle stampe di Ercolano, che si stava riscoprendo in quegli anni. La forma delle rovine che decorano la scena è ispirata al Foro Romano, che l'architetto vide durante il suo viaggio in Italia.
Nel 1790 gli fu conferita la nobiltà. Nel 1791, in varie lettere inviate al re, si lamenta del suo modesto stipendio, dell'alienazione nella comunità, del disprezzo di cui era oggetto e dei conflitti con altri progettisti. Nel 1792, la sua salute peggiorò notevolmente. Nel 1794 si arruolò nell'esercito polacco e ricevette il grado di capitano. Nel 1794 progettò un ponte di legno sulla Vistola, poi non realizzato, e la Colonna della Fama per commemorare la Costituzione del 3 maggio. Comandò una compagnia durante l'Insurrezione di Kościuszko. Dopo una grave malattia, Kamsetzer morì all'età di 42 anni, nel giorno dell'abdicazione del re. Sul letto di morte sposò quella che era la sua compagna da molti anni, Marianna Manzet (anche scritta Manget e Manchette), con la quale ebbe un figlio. Fu sepolto a Varsavia, nel Cimitero evangelico di Augusta.

## Galleria di opere

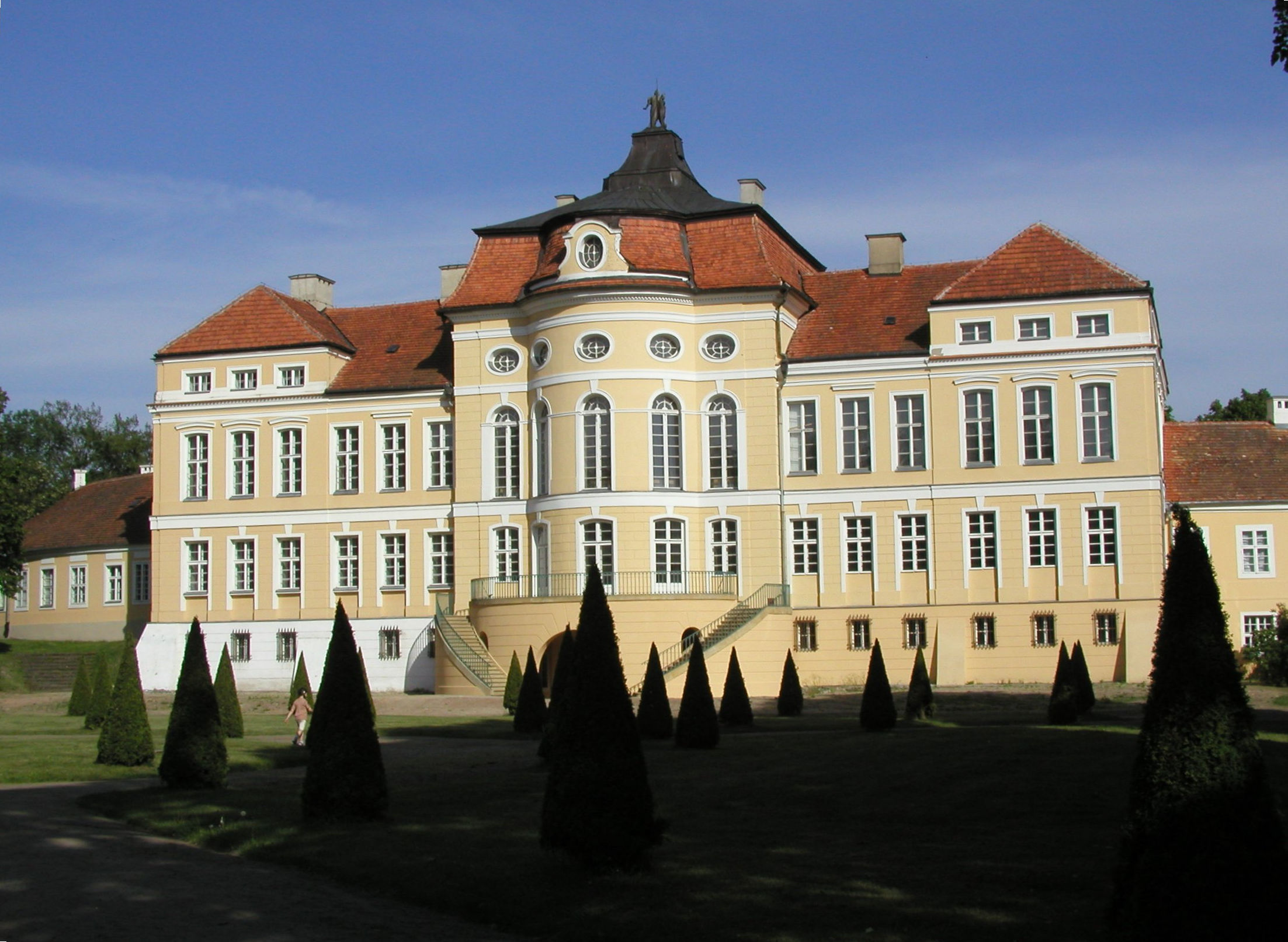
Palazzo di Rogalin
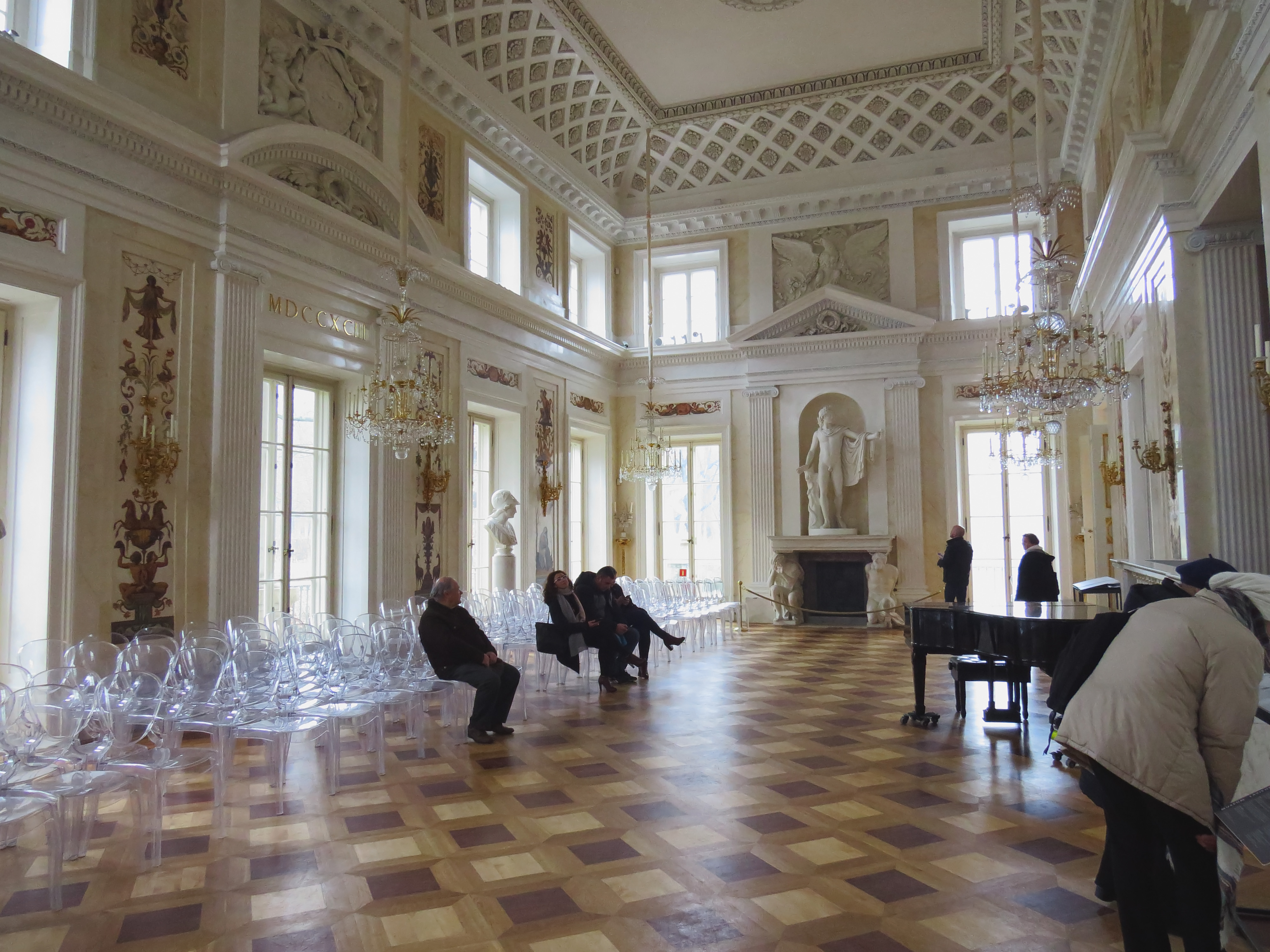
Interno del Palazzo sull'acqua di Varsavia
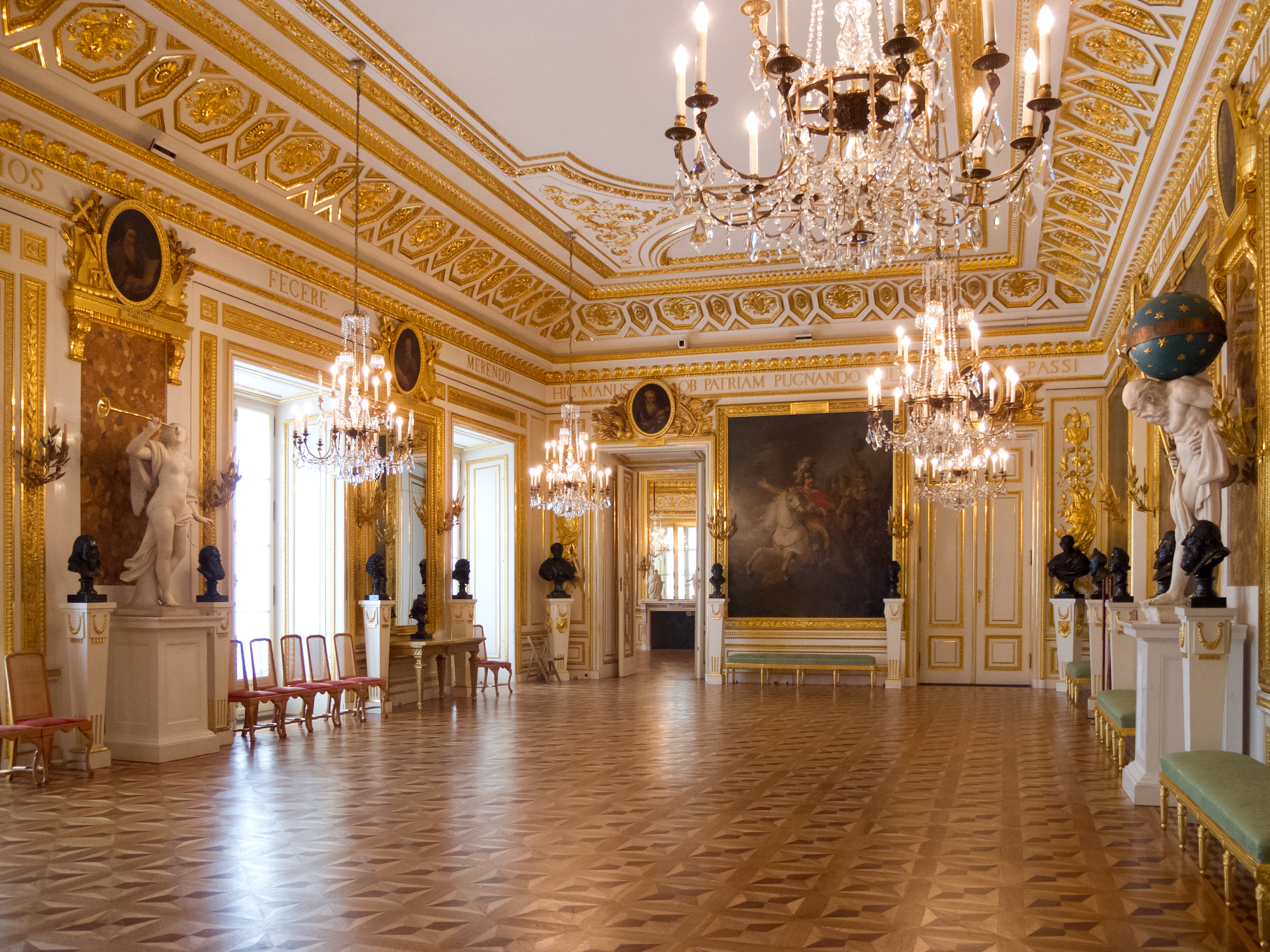
Sala dei Cavalieri del Castello Reale di Varsavia
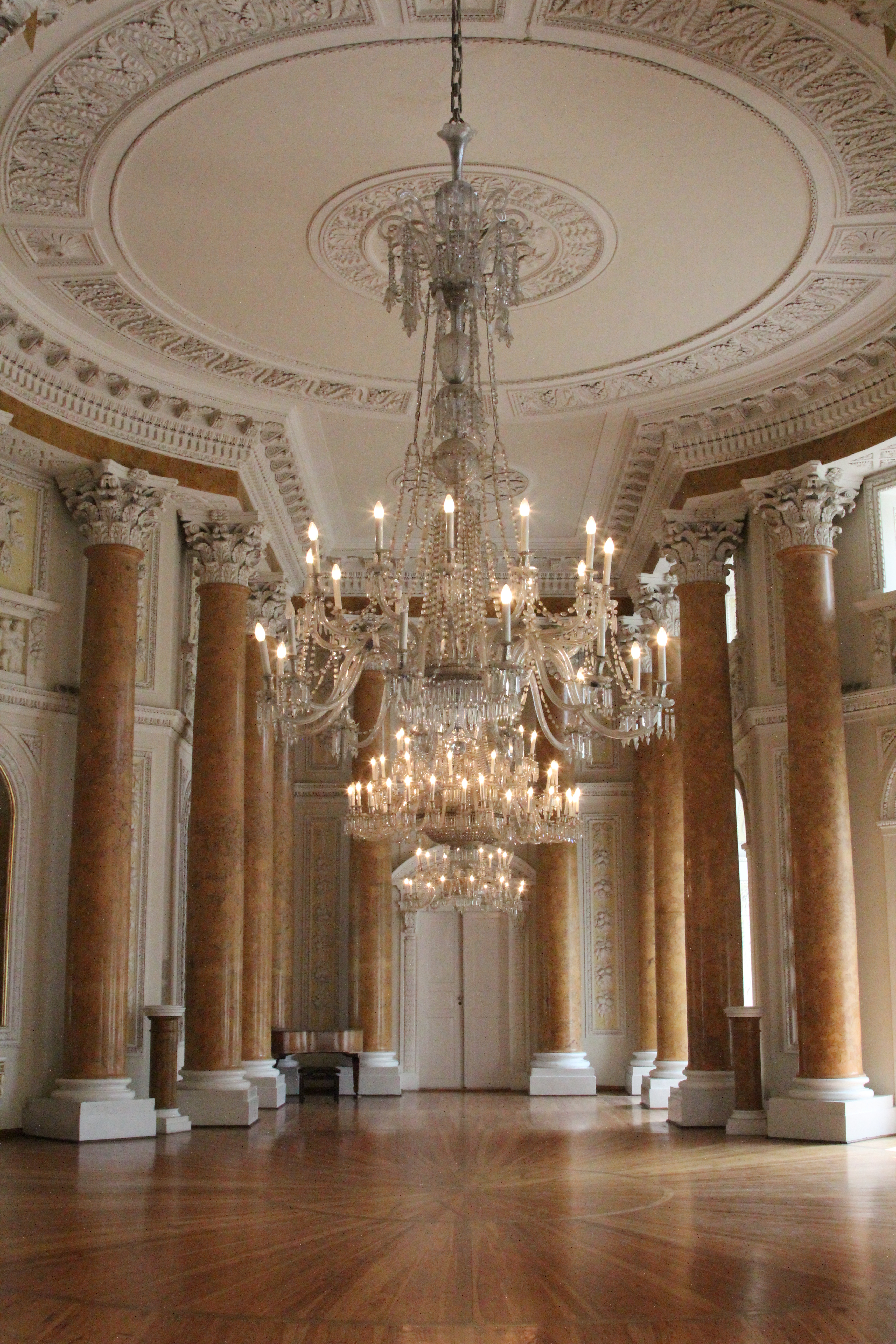
Palazzo di Pawlowice: Sala delle Colonne
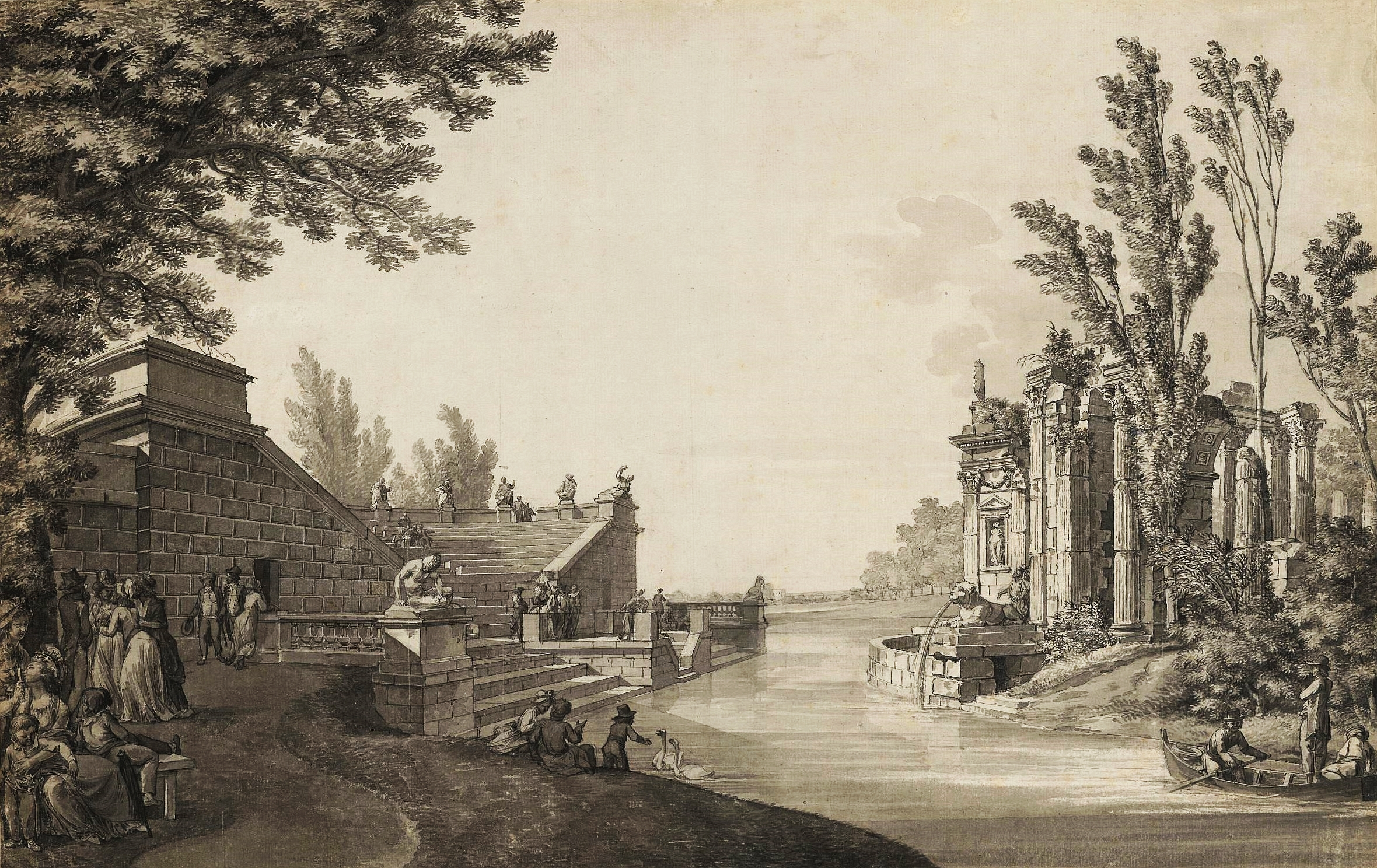
Dipinto di Kamsetzer: il Teatro sull'isola
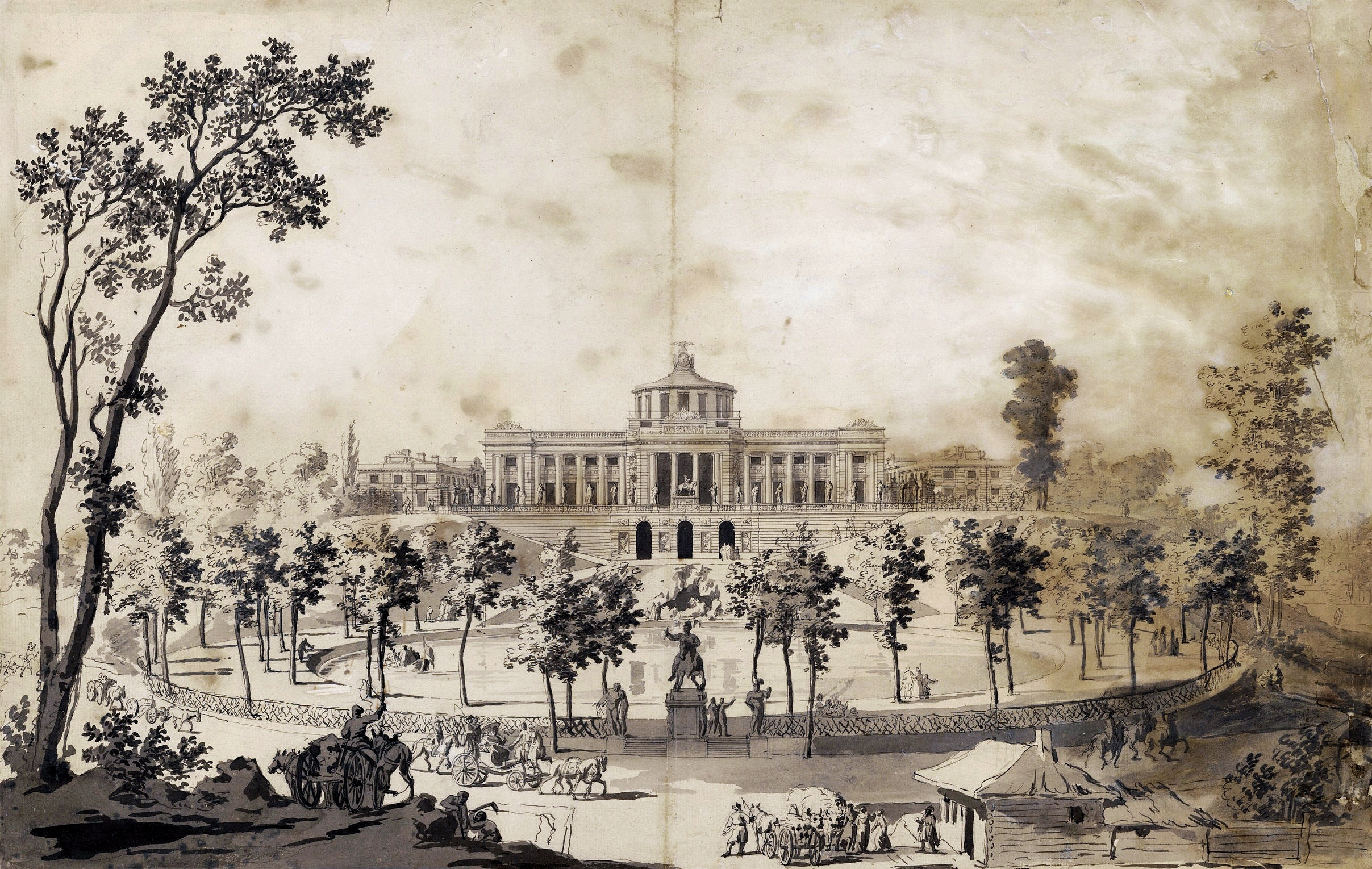
Dipinto di Kamsetzer: il nuovo Palazzo del Belvedere a Varsavia
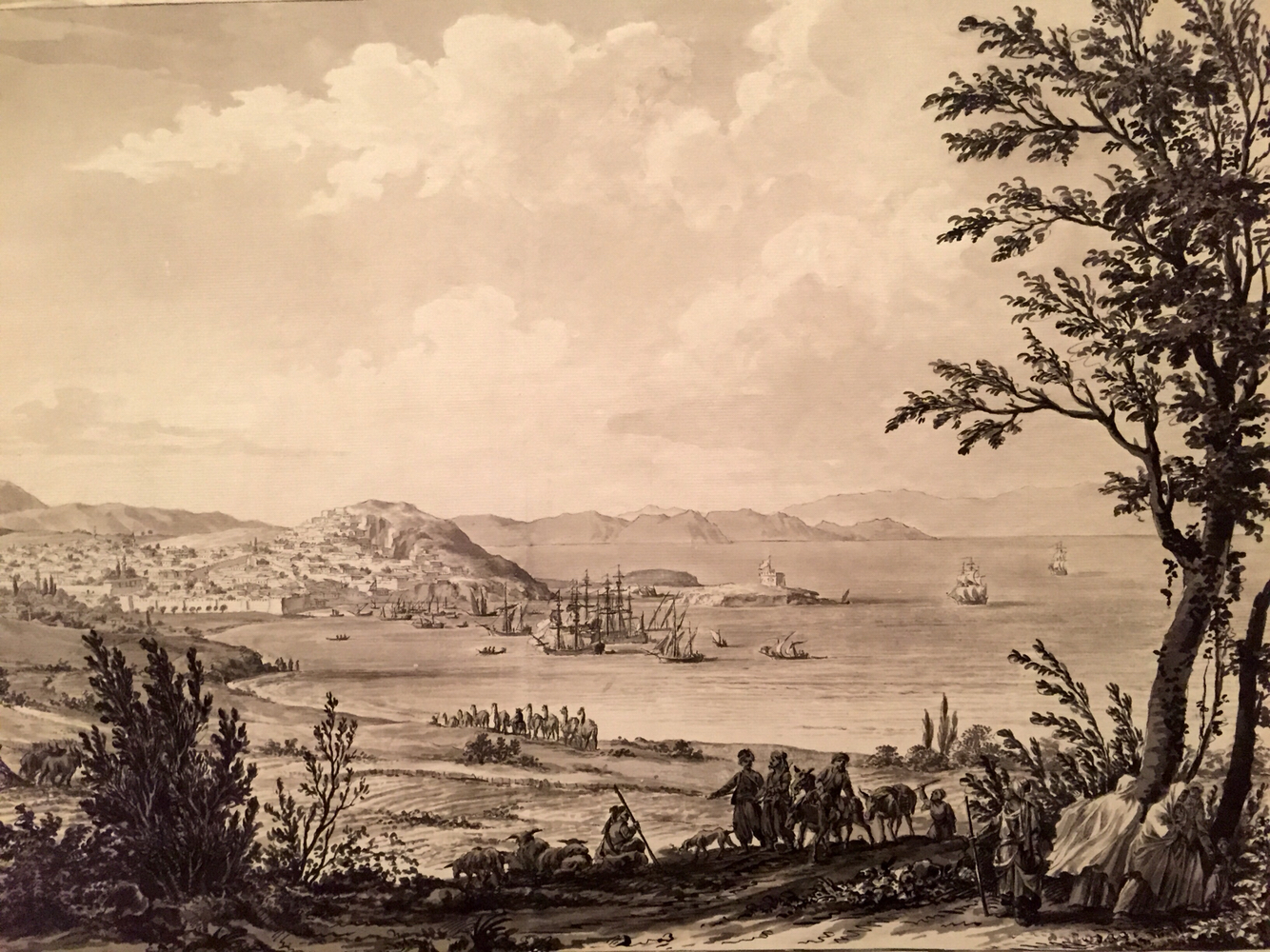
Dipinto di Kamsetzer: Kuşadası